# 129201 Brandenallen
129201 Brandenallen è un asteroide della fascia principale. Scoperto nel 2005, presenta un'orbita caratterizzata da un semiasse maggiore pari a 2,6907157 UA e da un'eccentricità di 0,0485195, inclinata di 13,58364° rispetto all'eclittica.